# Салімов Марсель Шайнурович
Марсель Шайнурович Салімов (псевдонім Мар. Салім, башк. Сәлимов Марсель Шәйнур улы, рос. Салимов Марсель Шайнурович; 3 січня 1949, с. Саїт-Курзя Бураєвського району, Башкирська АРСР) — башкирський письменник-сатирик, поет, публіцист, перекладач. Заслужений працівник культури Башкирської АРСР (1990) та Російської Федерації (1993). Член Союзу письменників Росії та Республіки Башкортостан.

## Біографія
Марсель Салімов народився 3 січня 1949 у селі Саїт-Курзя Бураєвського району Башкирської АРСР. Його батько, Салімгареєв Шайнур Салімгареєвич, учасник Великої Вітчизняної війни, був сільським кореспондентом, мати Файза Фамутдинівна працювала в сільському колгоспі.
У 1971 році Марсель Салімов з відзнакою закінчив Башкирський державний університет, а у 1980 році — Свердловську вищу партійну школу за спеціальністю «політологія».
Після завершення навчання, будучи офіцером Радянської армії, 2 роки служив у Північній групі військ (Польща). Майор запасу (1989).
З 1973 року працює в республіканському журналі сатири та гумору «Хэнэк» літспівробітником-фельєтоністом, редактором відділу, з 1980 по 2010 рік — головний редактор.
Писати почав ще у шкільні роки, з 14 років публікувався в місцевих газетах та журналах. Його перша книга «Мішок таємниць» видана в Башкирському книжковому видавництві у 1982 році. Написав більше 30 книг.
Салімов Марсель Шайнурович — член правління, заступник голови, з 1996 по 2006 рік — голова Союзу журналістів Башкортостану; з 1988 року — член правління Союзу письменників Республіки Башкортостан; з 1996 року — член Федеративної Ради Союзу журналістів Росії; з 1998 по 2000 рік — віце-президент Міжнародної конфедерації журналістських союзів; з 2009 року — член Башкирської республіканської ради ветеранів; з 2014 року — член правління Міжнародної асоціації творчих працівників. Був одним із засновників Товариства гумору народів (Габрово, 1989).
Твори письменника перекладені на сорок мов народів світу.
2016 року спільно з Сергієм Дзюбою переклав татарською вірш Михайла Петренка «Дивлюсь я на небо».

## Нагороди та звання
Заслужений працівник культури Башкирської АРСР (1990)
Заслужений працівник культури Російської Федерації (1993)
Лауреат міжнародного конкурсу «Алеко» на найкращу гумористичну розповідь (Болгарія, 1996)
Премія Союзу журналістів Росії (1996)
Премія Уряду Республіки Башкортостан імені Шагіта Худайбердіна (1998)
Орден Дружби (1999)
Міжнародна літературна премія імені Сергія Михалкова (2010)
Громадські ордени «За внесок в просвіту» (2014), імені В. В. Маяковського (2015)
Міжнародна літературна премія імені Миколи Гоголя «Тріумф» (Україна, 2015; за книжку «Сміх — вище пояса»)